# Pál Maléter
Pál Maléter (4 de setembro de 1917 - 16 de junho de 1958) foi o comandante militar da Revolução Húngara de 1956.

## Vida
Maléter nasceu de pais húngaros em Eperjes, uma cidade no condado de Sáros, na parte norte da Hungria Histórica, hoje Prešov, na Eslováquia. Ele estudou medicina na Universidade Carolina, em Praga, antes de se mudar para Budapeste em 1938, indo para a academia militar local. Ele lutou no Front Oriental da Segunda Guerra Mundial, até ser capturado pelo Exército Vermelho. Ele tornou-se um comunista, treinado em sabotagem, e foi enviado de volta para a Hungria, onde era afamado por sua coragem e ousadia.
Em 1956, Maléter era um coronel e o comandante de uma divisão blindada sediada em Budapeste quando foi enviado para reprimir a insurreição húngara, mas ao fazer contato com os insurgentes, ele decidiu se juntar a eles, ajudando a defender o Quartel Kilian. Ele foi o membro mais proeminente dos militares húngaros a mudar de lado, aliando-se aos seus compatriotas, em vez dos soviéticos.
Como a principal figura militar do lado dos insurgentes, ele entrou em contato com o novo governo, e gozou uma rápida promoção de coronel a general, e em 29 de outubro foi nomeado Ministro da Defesa. No dia 3 de novembro, ele foi para Tököl, localizado perto de Budapeste, para negociar com as forças militares soviéticas baseadas lá. Durante as discussões no dia seguinte, e contrariando as leis internacionais, oficiais soviéticos detiveram Maléter na conferência e o aprisionaram.
Maléter foi executado junto com Imre Nagy e outros em uma prisão de Budapeste em 16 de junho de 1958, sob a acusação de tentar derrubar a República Popular da Hungria. Sua primeira esposa e três filhos foram para os Estados Unidos, na esteira da revolta, enquanto sua segunda esposa permaneceu na Hungria; Ambas as esposas, posteriormente, se casaram novamente.
Em junho de 1989, no aniversário de suas mortes, Imre Nagy, Pal Maléter, e três outros que haviam morrido na prisão e um sexto caixão, vazio, simbolizando todos aqueles que tinham morrido, foram formalmente reenterrados em Budapeste com todas as honras.
Um pinheiro recebeu o seu nome ironicamente, considerando a altura de Maléter, uma variedade anã. Maléter era conhecido por sua grande altura; segundo o historiador Victor Sebestyen, Maléter tinha "mais de dois metros de altura", ou, pelo menos, seis pés e oito polegadas.